# Bente Jansen
Bente Jansen (28 augustus 1999) is een Nederlands voetbalspeelster, die uitkwam in de aanval van FC Twente en Ajax.
In 2016 begon ze bij FC Twente in de Eredivisie, en een jaar later werd haar contract verlengd.
In de zomer van 2023 tekende ze een eenjarig contract bij Ajax. Deze werd eenmalig verlengd in 2024. In juni 2025 maakte Ajax bekend dat het contract van Jansen niet werd verlengd en ze de club na het seizoen 2024/25 verliet.

## Statistieken
| Seizoen | Club      | Land      | Competitie | Wedstrijden | Doelpunten |
| ------- | --------- | --------- | ---------- | ----------- | ---------- |
| 2016/17 | FC Twente | Nederland | Eredivisie | 18          | 2          |
| 2017/18 | FC Twente | Nederland | Eredivisie | 22          | 3          |
| 2018/19 | FC Twente | Nederland | Eredivisie | 22          | 5          |
| 2019/20 | FC Twente | Nederland | Eredivisie | 12          | 3          |
| 2020/21 | FC Twente | Nederland | Eredivisie | 19          | 1          |
| 2021/22 | FC Twente | Nederland | Eredivisie | 12          | 3          |
| 2022/23 | FC Twente | Nederland | Eredivisie | 17          | 2          |
| 2023/24 | Ajax      | Nederland | Eredivisie | 15          | 3          |
| 2024/25 | Ajax      | Nederland | Eredivisie | 9           | 0          |
| Totaal  | Totaal    | Totaal    | Totaal     | 136         | 22         |

Laatste update: 6 juni 2025

## Interlandcarrière
In september 2016 speelde Jansen haar eerste wedstrijd voor Oranje O19.
In de zomer van 2018 speelde ze met Oranje O20 op het WK in Frankrijk.
1 Van Eijk ·
3 Van der Veen ·
4 Den Turk ·
6 Van de Velde ·
7 Van Egmond ·
8 Spitse  ·
9 Tolhoek ·
12 Van Hensbergen ·
13 Niënhuis ·
15 Kaagman ·
16 Noordman ·
17 Jansen ·
18 Keijzer ·
19 T. Hoekstra ·
20 Yohannes ·
21 Van Gool ·
22 Sabajo ·
23 Keukelaar ·
24 De Klonia ·
25 De Sanders ·
26 Kardinaal ·
27 Buikema ·
31 Van der Wal ·
Coach: De Reus
· Assistent-coach: Luiten